# Edward Porembny
Edward Porembny (ur. 16 marca 1960 w Warszawie) – polsko-francuski reżyser, scenarzysta i producent filmowy.
W 1986 roku ukończył Wyższą Szkołę Filmową ESEC na Wydziale Reżyserii, a w 1988 Uniwersytet Francuski Paryż VIII na Wydziale Sztuka Kina i Audiowizualna.
Jeszcze na studiach w 1987 roku zrobił swój pierwszy klip „Bats toi“. W 1989 wyreżyserował swój pierwszy film krótkometrażowy: „L’Homme Assis“ (w roli głównej Badid Mustapha).
Porembny skończył warsztaty Moonstone International, Strategic Marketing i Prime Packaging, jest absolwentem EAVE (European Audiovisual Entrepreneurs) z 2007. Jest członkiem Stowarzyszenia Autorów ZAIKS, ZAPA (Związek Autorów i Producentów Audiowizualnych), SFP (Stowarzyszenie Filmowców Polskich), SCAM (Société civile des auteurs multimedia) we Francji, EDN (European Documentary Network) w Danii oraz EFA (European Film Academy)

## Życiorys
Urodził się 16 marca 1960 r. w Warszawie.
Po studiach w Wyższej Szkole Filmowej w Paryżu Edward Porembny zaczął swoją karierę filmowca we Francji. Po zrealizowaniu kilkudziesięciu dokumentów Edward przeniósł się do Londynu. Od tamtej pory z sukcesem realizował kolejne filmy dokumentalne dla nadawców telewizyjnych z całego świata, w tym m.in. Channel 4, HBO, Canal+, ARTE, France 2, France 3, TF1, Al Jazeera, TVP i NRK.
Po wejściu Polski do Unii Europejskiej Porembny postanowił wykorzystać swoje doświadczenie w koprodukcji i otworzył w Warszawie AMP Polska. Głównym zadaniem tej firmy jest produkowanie filmów dokumentalnych i seriali telewizyjnych przeznaczonych na rynek światowy oraz realizowanych w międzynarodowej koprodukcji z użyciem polskiego zaplecza.
Jako producent Edward współpracował między innymi z Simonem Perrym – byłym dyrektorem British Screen, Jenny Barraclough – laureatką nagród BAFTA, ACE i EMMY, czy Jerzym Kapuścińskim – dyrektorem TVP 2.
Porembny ukończył warsztaty Moonstone International, Strategic Marketing i Prime Packaging, jest absolwentem EAVE (European Audiovisual Entrepreneurs) z 2007. Jest również członkiem ZAIKS, ZAPA i SFP w Polsce, SCAM (Société civile des auteurs multimedia) i SACD (Société des Auteurs et Compositeurs Dramatiques) we Francji i EDN (European Documentary Network) w Danii. Edward jest również członkiem Europejskiej Akademii Filmowej.
Porembny jest trójjęzyczny i trójkulturowy: polsko-francusko-angielski.

## Filmografia
| Rok  | Tytuł oryginalny                    | Tytuł polski                 | Uwagi |
| ---- | ----------------------------------- | ---------------------------- | --- |
| 1989 | L’homme assis                       |                              | Reżyseria, scenariusz. Film dokumentalny krótkometrażowy o atlecie z amputowanymi nogami, zdobywcy złotego medalu na Igrzyskach w Seoul w 1988 roku. Koprodukcja pomiędzy France 3, SFP i Imago Star. Wyselekcjonowany na Festiwal Noc Krótkiego Metrażu Max Linder w Paryżu i w Nantes, gdzie zostaje nominowany jako "Le Meilleur". Był także pokazany w kinach francuskich jako dodatek do filmu „La Citadelle” reżyserowanego przez Mohammed Chouick i we Francuskiej Telewizji France 3. |
| 1989 | Il patinait                         |                              | Reżyseria. |
| 1989 | Sons of The West                    |                              | Reżyseria, scenariusz Frank Miller, Jan Wells i kowboje z Padlock Ranch. Film emitowany we TF1 France i wyświetlany na całym świecie. |
| 1990 | Still skating                       |                              | Reżyseria, scenariusz. Film dokumentalny. Prezentowany na festiwalu Arcachon Festival. Zdobył pierwszą nagrodę dla filmów przygodowych i sportowych wyprodukowanych w roku 1990. Dystrybuowany w formacie video przez Warner Home Video jako The Best of Ushuaia. Emitowanym w TF1 Francji, TSR Szwajcarii, YLE Finlandii, RTBF Belgii, Japonii, Niemczech, USA. |
| 1992 | Le voyageur de l’espace             |                              | Reżyseria, scenariusz. Film dokumentalny zrealizowany w koprodukcji z: Canal+, La5, CNN. Emitowany w Canal+ we Francji, Belgii i Hiszpanii. Ten dokument o astronautach zdobył główną nagrodę na Międzynarodowym Festiwalu Filmowym w Lectoure we Francji w 1992 roku. |
| 1992 | Victor Victor                       |                              | Reżyseria, scenariusz. Film fabularny krótkometrażowy z Tom Gres w głównej roli. Napisany na podstawie zakazanego poematu „ A La Splendeur Abandonné“ francuskiego poety Julien Cendres, wydanego w manifeście wolności podpisanego przez najwybitniejszych francuskich intelektualistów z Margarette Dumas na czele. |
| 1993 | Les Mustangs                        | Mustangi                     | Reżyseria, scenariusz. Film dokumentalny ukazujący iluzoryczną wolność dzikich mustangów w Ameryce. Emitowany w TF1 Francja, ADR Niemcy, Discovery Channel i rozpowszechniany międzynarodowo. |
| 1994 | Angleterre Underground              |                              | Reżyseria, scenariusz. Film dokumentalny o angielskich buntownikach kręcony w różnych miejscach Wielkiej Brytanii. Zrealizowany w koprodukcji francusko – brytyjskiej z:Tilt-Productions, Lombard Productions, France 2, Channel 4. Emitowany w Channel 4 i rozpowszechniany międzynarodowo. Wybrany przez Time Out jako jeden z najlepszy filmów dokumentalnych 1995 roku. |
| 1995 | Les Nouveaux Barbares               |                              | Reżyseria. Pierwszy film z dokumentalnej serii o „podziemnych” kulturach. Pokazany między innymi w Television France 2, TSR Szwajcaria, Canal + Hiszpania i RTBF Belgia. |
| 1997 | The legend of the Bison Grass Vodka |                              | Reżyseria, scenariusz. Poetycka podróż poprzez mity otaczające tajemniczą trawę żubrową. Film emitowany we TF1 France i wyświetlany na całym świecie. |
| 1997 | Moonlighting                        | Górnicy                      | Reżyseria. Spojrzenie na życie jednej z ostatnich rodzin górniczych na Śląsku. Film emitowany na antenie France 3 i wyświetlany na całym świecie. |
| 1999 | Les Voyageurs immobiles             |                              | Reżyseria. Film dokumentalny dla francuskiej stacji telewizyjnej France 3 o cygańskim cyrku występującym i żyjącym w Paryżu. |
| 1999 | Jumpers                             |                              | Reżyseria, scenariusz Film dokumentalny o “jumpersach”, samobójcach skaczących z mostu Golden Gate w San Francisco. Prezentowany na 15th Film Festival of Independent Cinema w San Francisco i na Freaky Film Festival w Illinois. |
| 1999 | Death Leap                          |                              | Reżyseria, producent. Film dokumentalny o samobójcach skaczących z mostu Golden Gate Bridge w San Francisco. Wyselekcjonowany na 15 Film Festival of Independent Cinema w San Francisco i Freaky Film Festival w Illinois. Koprodukcja pomiędzy MBC, Arcadia Moving Pictures and Carlton International. Pokazany między innymi w Carlton TV, BY TV USA, Documentary Channel, DBS Channel. MTV, Viasat, Cineplex Tajlandia i Channel 4 Finlandia. |
| 2001 | Sexopolo                            | Sexopolo – Notatki z Podróży | Reżyseria, scenariusz, producent. Dokument fabularyzowany opisujący środowisko polskiego porno- biznesu. Wyselekcjonowany na 41 Międzynarodowy Festiwal Filmowy w Krakowie. Zrealizowany w koprodukcji z: Euromedia TV, TVP-2 i BBC. Wielokrotnie emitowany w TVP. |
| 2001 | L’incroyable Monsieur genty         |                              | Reżyseria, scenariusz. Film dokumentalny, krótkometrażowy dla francuskiej telewizji France 3 o grupie artystycznej utworzonej przez znanego francuskiego artystę i wykonawcę Philippe Genty. |
| 2002 | Independence                        |                              | Reżyseria, zdjęcia. Film dla BBC Community Channel o kontrowersyjnej akcji The Yarrow Project o integrowaniu się w społeczeństwie ludzi niepełnosprawnych. |
| 2002 | 24 Heures                           |                              | Reżyseria, zdjęcia, producent. Artystyczny film eksperymentalny dla Shackewell Gallery.- 24 godziny z życia pary artystów. |
| 2003 | Urban Life                          |                              | Reżyseria, producent. 30 odcinkowy serial dokumentalny o trendach miejskich dla francuskiej telewizji Trace TV. |
| 2005 | Inheritance                         | Spadek                       | Reżyseria, producent. Film fabularny z Tomas Norström (nagroda w Cannes 2003 za film "Historie Kuchenne"), Krzysztofem Kolbergerem i Anną Powierzą w rolach główny. Koprodukcja pomiędzy AMP Polska, Blue Sky Motion Pictures, Audley Films, TVP i Arcadia Moving Pictures. Współczesny edypowski dramat, opowiada o transformacji mężczyzny walczącego ze swoją przeszłością na tle zmieniającej się Warszawy. Film prezentowany na festiwalu LA Polish Film Festival, Festiwalu Filmowym w Gdyni, Victoria New European Film Festival, Koszalińskim Festiwalu Debiutów Filmowych "Młodzi i Film" i New European Film Festival w Hiszpanii. Dystrybuowany przez brytyjskiego dystrybutora filmowego Dogwoof Pictures, Polskiego IPlex i sprzedawany przez Centre Films Media Sales UK. Emitowany wielokrotnie przez Canal +, TVP i TVP Kultura. |
| 2008 | Men for Hire                        | Faceci do wynajęcia          | Reżyseria, scenariusz, producent. Dokument kreatywny o mężczyznach do wynajęcia. Zdjęcia realizowane były w Warszawie, Berlinie i Londynie. Powstał w koprodukcji pomiędzy AMP Polska i HBO Polska. Premiera telewizyjna miała miejsce w marcu 2009. Dystrybucja odbyła się w: Polsce, Czechach, Bułgarii, Rumunii, Słowacji, Albanii, Mołdawii, Chorwacji, Serbii i Czarnogórze oraz na Węgrzech. Film miał największą oglądalność ze wszystkich filmów produkowanych przez HBO Polska. |
| 2011 | Here I am                           | Już jestem                   | Reżyseria, scenariusz, producent. Dokument kreatywny dla HBO, pokazujący zjawisko in vitro w Polsce – ludzkie dramaty i szczęście płynące z posiadania wyczekiwanego dziecka. |
| 2012 | Wrestling in Dakar                  | Dakarskie zapasy             | Reżysera, scenariusz, producent. Film dokumentalny opowiadający historię pięciu przyjaciół: Abdoulaye Thiam, Mamadou Dia, Abdou Seck, Ibrahima Sissokho oraz Mbaye Mbao żyjących w Guédiawaye, ubogich przedmieściach Dakaru, stolicy Senegalu. Monotonia codziennego życia i praca w małej kuźni nie są szczytem ich marzeń, jednak zdobycie sławy senegalskiego zapaśnika (ang. wrestler) zdecydowanie tak. |
| 2013 | Madame Tyson                        |                              | Reżyseria, scenariusz, producent. Film dokumentalny o senegalskich zapasach i kobiecie, która stała się najpopularniejszym managerem tej dyscypliny w Zachodniej Afryce. Niezwykle ciekawa historia, w której głównymi bohaterami są: sławna, pierwsza w tej branży kobieta, promotorka walk i polityk – Ndeye Ndiaye Tyson i 2 młodych Senegalczyków – Modou i Thiam. Ndeye Ndiaye Tyson, mimo swojego analfabetyzmu stała się znaną w Senegalu osobą i wzorem do naśladowania dla wielu rodaków. |
| 2014 | I am Kuba                           | Jestem Kuba                  | Producent. Film dokumentalny. Poruszająca opowieść o dorastaniu. Film opowiada historię Kuby (lat 12) opiekującego się swoim młodszym bratem Mikołajem (lat 8), po tym jak ich rodzice zostali zmuszeni do wyjazdu za granicę do pracy. |
| 2015 | 58/52                               |                              | Producent. Film krótkometrażowy. 58/52 – Augustowi nic nie brakuje. Jest spełniony zawodowo i jak się wydaje osobiście. W nowym mieszkaniu jednak nie jest sam. Chyba że tylko śni. |